# Woman, Woman!
Woman, Woman! è un film muto del 1919 diretto da Kenean Buel. Interprete principale fu la bellissima Evelyn Nesbit, una modella che girò qualche film dopo essere stata coinvolta in uno dei casi di omicidio più famosi d'inizio Novecento.

## Trama
Alice Lindsay lascia la cittadina di provincia dov'è nata per andare a New York, dove ben presto si integra perfettamente con lo stile di vita bohemien del Greenwich Village. Quando però l'avvocato Gwenne Stevens, sostenitore del libero amore, le fa le sue avances, lei lo respinge, preferendogli Samson Rathbone, un ingegnere civile con cui si sposa. La bellezza di Alice attrae altri ammiratori: tra questi, il ricco Roy Mackay, che cerca di conquistarla regalandole preziosi gioielli. Pur disprezzandolo, Alice è costretta a ricorrere a lui quando il marito si ammala. Samson, quando guarisce, scopre la relazione tra i due e ripudia la moglie. Lei, rimasta incinta di Roy, dà alla luce un bambino con il quale torna a casa. Ma, la piccola città non l'accoglie bene e Alice ritorna a New York. Roy allora si offre di sposarla e lei accetta.

## Produzione
Il film fu prodotto dalla Fox Film Corporation. Venne girato a New York, in MacDougal Street (Manhattan) e al Greenwich Village.

## Distribuzione
Distribuito dalla Fox Film Corporation, il film uscì nelle sale cinematografiche USA il 26 gennaio 1919.